# آيت قسو آيت بن رحو (آيت قسو)
آيت قسو آيت بن رحو هو دُوَّار يقع بجماعة عين جوهرة، إقليم الخميسات، جهة الرباط سلا القنيطرة في المملكة المغربية. ينتمي الدوّار لمشيخة آيت قسو التي تضم 4 دواوير. يقدر عدد سكانه بـ 1128 نسمة حسب الإحصاء الرسمي للسكان والسكنى لسنة 2004.

## وصلات خارجية
- البوابة الوطنية للجماعات الترابية
- المندوبية السامية للتخطيط